# Дуб звичайний (Дунаєвецький район, Малієвецьке л-во)
Дуб звича́йний — ботанічна пам'ятка природи місцевого значення в Україні. Розташована в межах Дунаєвецької міської громади Кам'янець-Подільського району Хмельницької області, на південний захід від села Мала Кужелівка.
Площа 0,1 га. Статус присвоєно згідно з рішенням облвиконкому від 11.06.1970 року № 156-р«б». Перебуває у віданні ДП «Кам'янець-Подільський лісгосп» (Малієвецьке л-во, кв. 67, вид. 5).